# Orlando Roa Barbosa
Orlando Roa Barbosa (Cali, 4 de julio de 1958) es un teólogo y arzobispo colombiano.

## Biografía

### Primeros años y formación
Nació en Cali, desde muy niño se radicó en Ibagué. 
Los estudios secundarios los adelantó en el Seminario Menor de Ibagué. 
Los primeros años de filosofía los realizó en el Seminario de Garzón, como Seminarista de Ibagué; en el restante tiempo de formación hacia el sacerdocio frecuentó en el Seminario Mayor de Ibagué.
Entre 1993 y 1995 realizó estudios de especialización en Teología Dogmática en la Pontificia Universidad de la Santa Cruz en Roma; también obtuvo la licenciatura en Filosofía y ciencias Religiosas en la Universidad Católica de Oriente; ha frecuentado diversos cursos en Espiritualidad Misionera y Sacerdotal. 

#### Sacerdocio
Fue ordenado sacerdote el 6 de diciembre de 1984 por Angelo Acerbi, para la arquidiócesis de Ibagué. 

## Episcopado

### Obispo Auxiliar de Ibagué
El 12 de mayo de 2012 el papa Benedicto XVI lo nombró obispo auxiliar de Ibagué y el 28 de julio de 2012 fue ordenado obispo.

### Obispo de El Espinal
El 30 de mayo de 2015 el Papa Francisco lo nombró obispo de El Espinal. El 18 de julio del mismo año, tomó posesión episcopal. 

### Arzobispo de Ibagué
El 29 de mayo de 2020 el papa Francisco lo nombró arzobispo de Ibagué. El 18 de julio de este mismo año tomó posesión de su cargo.